# Isusovo javno djelovanje
Isusovo javno djelovanje ili Isusova služba u evanđeljima započinje njegovim krštenjem na rijeci Jordan od Ivana Krstitelja, a završava u Jeruzalemu, nakon Posljednje večere sa svojim učenicima. Evanđelje po Luki (Luka 3,23) kaže da je Isus na početku svoje službe imao "oko 30 godina". U Isusovoj kronologiji datum početka njegove službe obično se procjenjuje na oko 27-29. godine po Kr., a kraj u rasponu od 30 do 36. godine.
Isusov ovozemaljski život može se podijeliti u dva razdoblja: skroviti život do tridesete godine i javni, koji obuhvaća njegove posljednje godine života. Prije javnog djelovanja Isus odlazi u pustinju i tu posti i moli četrdeset dana.
Isusova rana galilejska služba započinje kada se nakon krštenja vraća u Galileju iz kušnje u Judejskoj pustinji. U ovom ranom razdoblju on propovijeda oko Galileje i regrutira svoje prve učenike, koji počinju putovati s njim i na kraju čine jezgru rane Crkve, jer se vjeruje da su se apostoli razišli iz Jeruzalema kako bi uspostavili apostolske kršćanske zajednice. Glavno Isusovo javno djelovanje u Galileji, započinje u Mateju 8 i uključuje utemeljenje dvanaest apostola i pokriva većinu Isusove službe u Galileji. Konačna galilejska služba započinje nakon smrti Ivana Krstitelja, dok se Isus priprema za odlazak u Jeruzalem.
U kasnijoj judejskoj službi, Isus započinje svoje posljednje putovanje u Jeruzalem kroz Judeju. Dok je Isus putovao prema Jeruzalemu, putovao je kroz pokrajinu Pereju, spuštajući se od Galilejskog jezera uz rijeku Jordan, vraćajući se u područje gdje je kršten.
Završna služba u Jeruzalemu ponekad se naziva tjednom Isusove muke i započinje Isusovim trijumfalnim ulaskom u Jeruzalem. Evanđelja pružaju više detalja o završnoj službi od ostalih razdoblja, posvećujući otprilike jednu trećinu svog teksta posljednjem tjednu Isusova života u Jeruzalemu.
Naviještao je svoj nauk, svima koji su ga dolazili slušati. Često je govorio u prispodobama, jednostavno i jasno, tako da su i obični ljudi mogli razumjeti. Među najpoznatijima je prispodoba o razmetnom sinu. Činio je mnoga čuda, kako bi potvrdio, da je Mesija. Prvo čudo je bilo na svadbi u Kani Galilejskoj, kada je vodu pretvorio u vino. Zauzimao se za obespravljene ljude, koje su pripadnici viših slojeva, farizeji i saduceji, izbjegavali i prezirali. Liječio je bolesne, slijepe i gluhe, gubavce, padavičare, uzete, pomagao siromasima, grešnike je obratio, hodao je po vodi, istjerivao zle duhove iz opsjednutih ljudi, a jednom je i oživio Lazara, koji je umro. Ozdravljao je samo neke ljude, jer nije došao iskorijeniti sva zla, nego osloboditi čovjekovu dušu od ropstva grijeha.